# Henri Baillot
Henri Baillot (ur. 13 grudnia 1924 w Magny, zm. 9 listopada 2000) – francuski piłkarz, występujący na pozycji napastnika.
Z zespołem Girondins Bordeaux w 1952 zdobył wicemistrzostwo Francji. W latach 1948–1950 rozegrał 8 meczów i strzelił 4 gole w reprezentacji Francji.